# Christopher Jones (calciatore 1985)
Christopher Jones detto Chris (Bangor, 9 ottobre 1985) è un calciatore gallese, centrocampista o attaccante del Bangor City.